# Емануел Вањоњи
Емануел Вањоњи (енгл. Emmanuel Wanyonyi; Капретва, 1. август 2004.) је кенијски тркач на средње стазе специјализован за трку на 800 метара, који је у овој дисциплини освојио златну медаљу на Летњим олимпијским играма 2024. Са својим личним рекордом од 1:41,19 постављеним у финалу Олимпијских игара 2024. на 800 метара, Вањоњи је био трећи најбржи човек у историји на дистанци, иза Вилсона Кипкетера и сународника Дејвида Рудише, који држи светски рекорд. Убрзо након тога, на Митингу у Лозани, Вањони је изједначио други најбољи резултат у историји са 1:41:11. Вањоњи такође држи тренутни светски рекорд у трчању на једну миљу ван стадиона (на друму), са временом 3:54.56.

## Каријера
Са 18 година Вањоњи је освојио четврто место на Светском првенству у 2022. Вањоњи је освојио златну медаљу на Светском јуниорском првенству 2021. године, постављајући рекорд шампионата у том процесу. 
На Светском првенству 2023. у Будимпешти, Вањоњи је у трци на 800 метара завршио као други иза Марка Аропа.
На Олимпијским играма 2024. Вањоњи је прошао кроз квалификације и полуфинале трке на 800 метара. У финалу је освојио златну медаљу у времену 1:41,19 и постао трећи најбржи човек у историји, иза Кенијанца Давида Рудише и Вилсона Кипкетера, данског атлетичара рођеног у Кенији.